# Šitkino
Šitkino (in russo Шумский?) è un insediamento di tipo urbano della Russia, situato nell'Oblast' di Irkutsk.
Alcune zone dell'insediamento sono soggette ad inondazioni nel periodo del disgelo, come accaduto nel 2005.